# Jochen Mellin

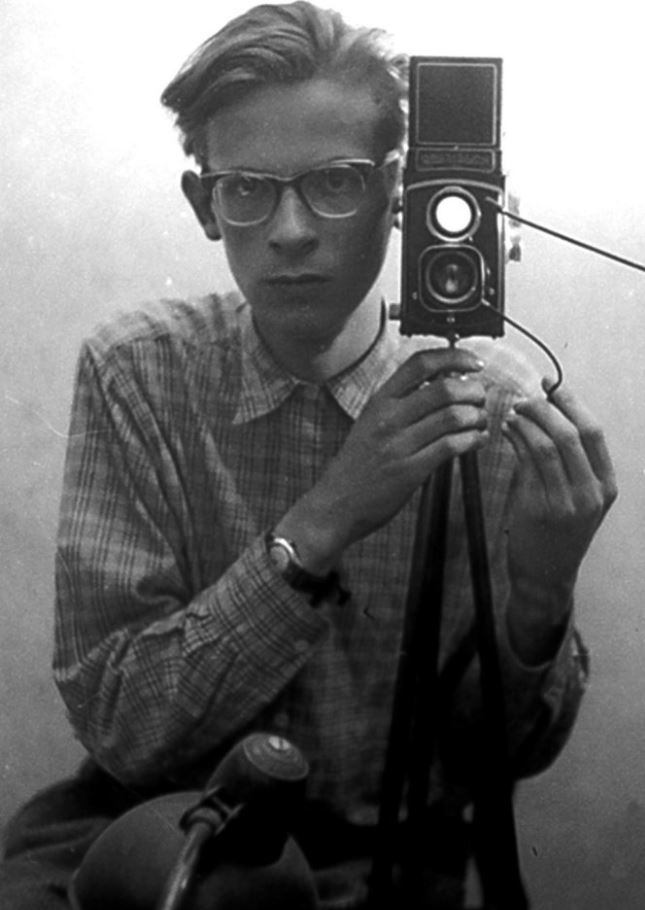
Selbstporträt des jugendlichen Mellins mit analoger Rolleiflex vor dem Spiegel

Jochen Mellin (* 26. Oktober 1940 in Burgdorf im Gebiet der späteren Region Hannover; † 2. September 2009 ebenda) war ein deutscher Fotojournalist und Autor.

## Leben

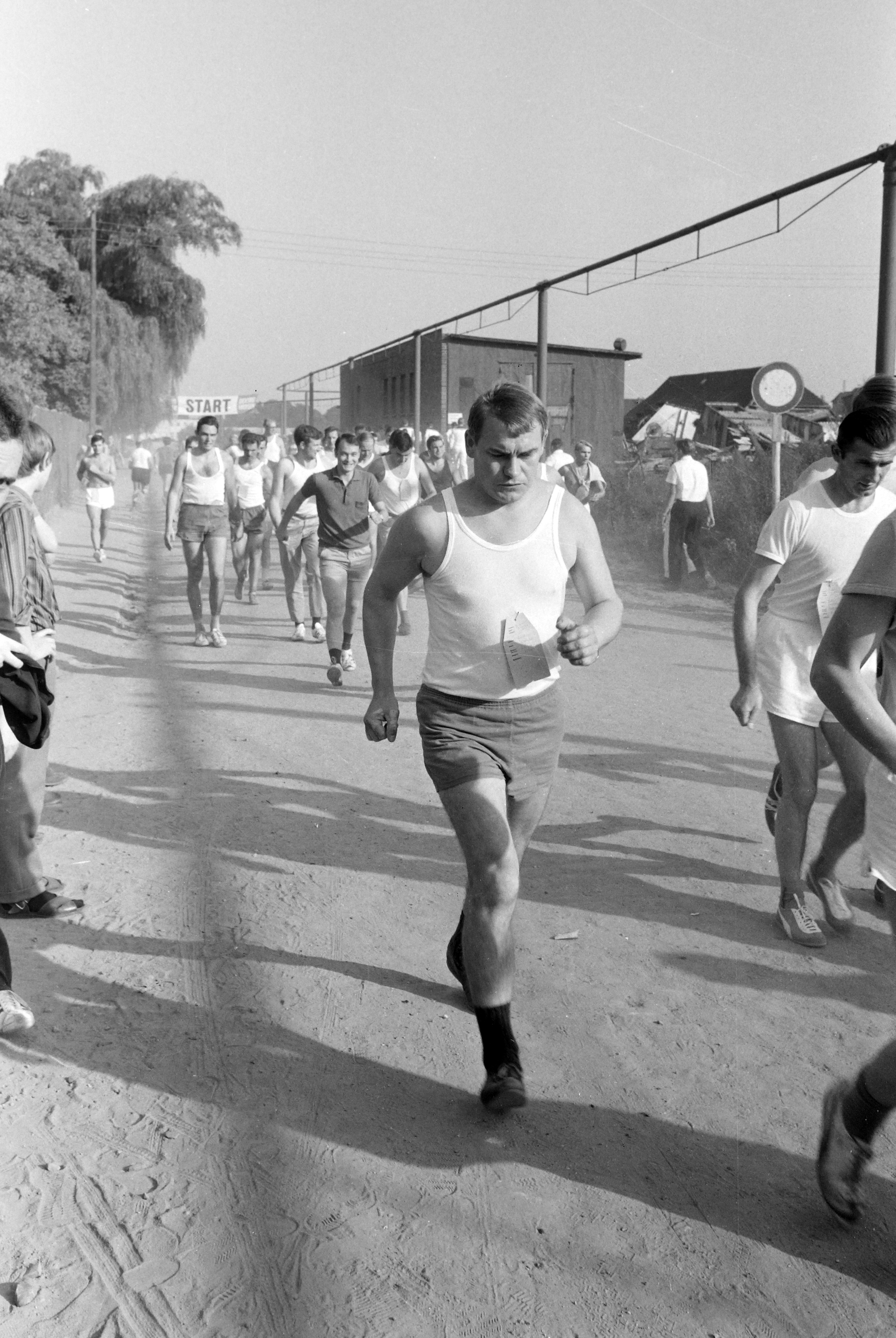
Teilnehmer eines Gehen-Wettlaufs nach dem Start;
Foto von Mellin ohne nähere Hinweise

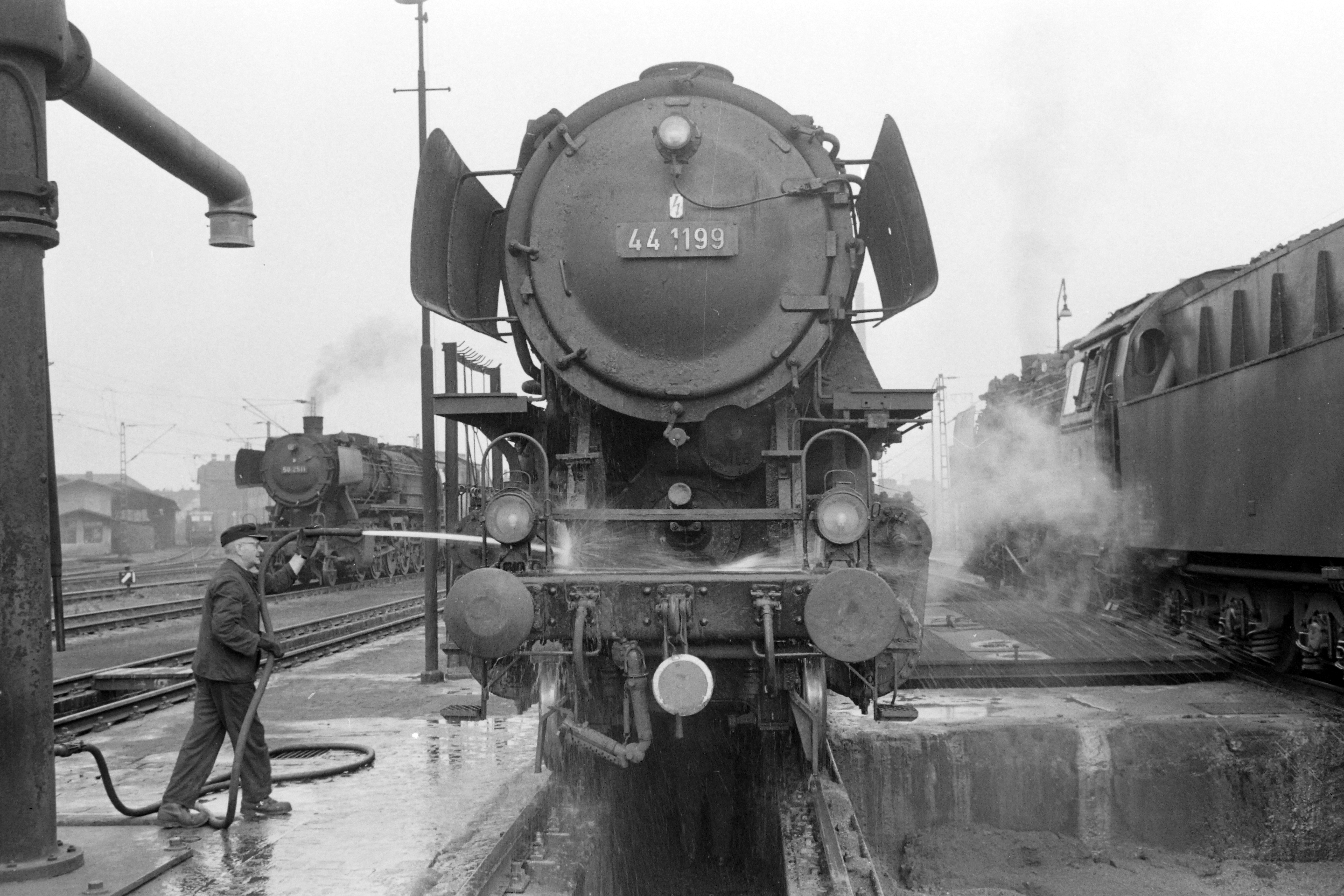
Abspritzen der Lok 44 1199, dahinter die 50 2511;
noch zu identifizierender Ort und Datum, Foto: Jochen Mellin, Bildarchiv der Region Hannover

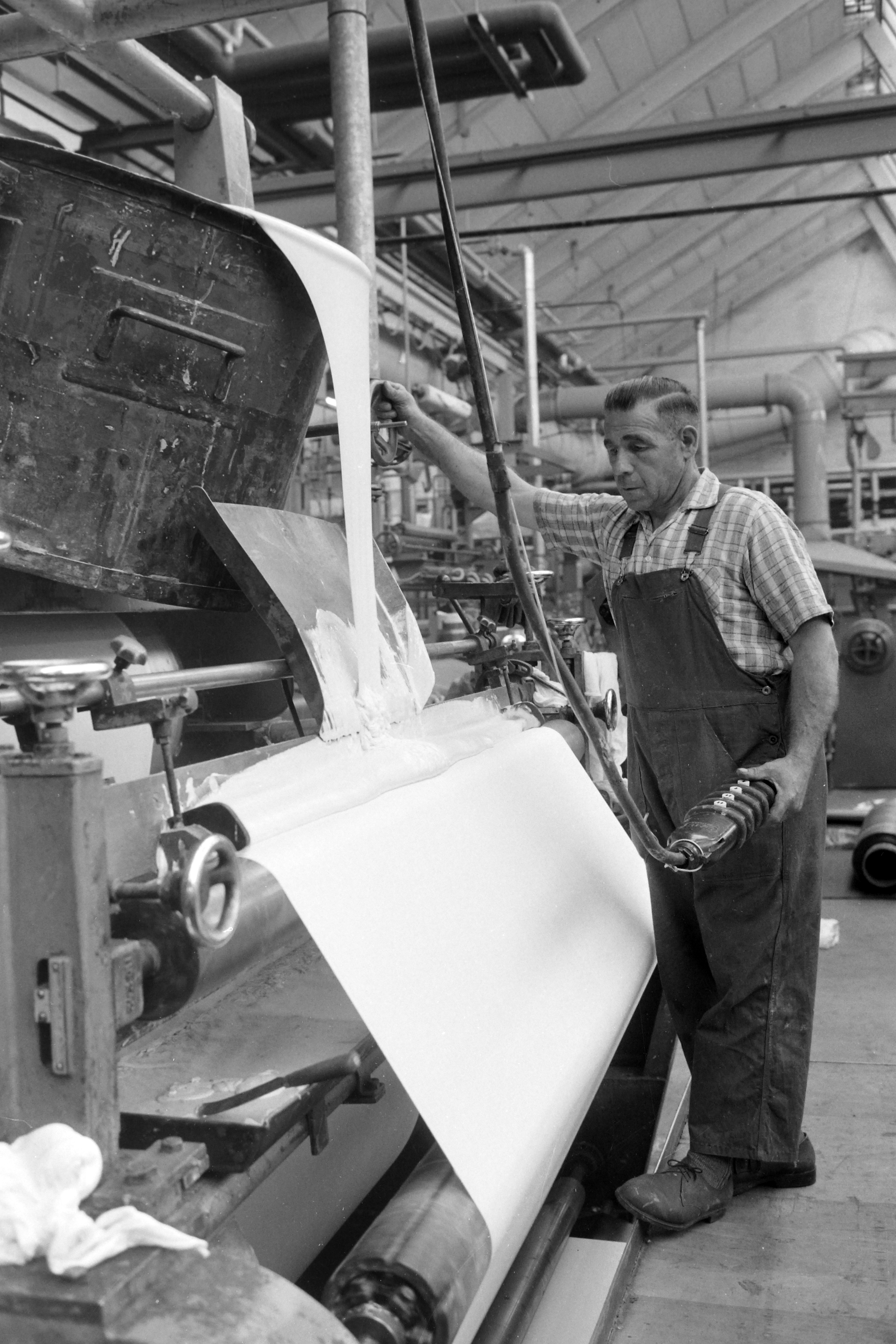
Streicher an einer Streichanlage für Papier; Näheres noch unbekannt

Jochen Mellin wurde während des Zweiten Weltkrieges 1940 in dem niedersächsischen Ort Burgdorf geboren. Sein Vater schenkte ihm eine noch vor dem Krieg hergestellte Fotokamera der Marke Rollei, mit der Mellin schon früh örtliche Ereignisse zu dokumentieren begann.
Nach seinem Schulabschluss durchlief er in Celle eine Ausbildung bei einem dort niedergelassenen Fotografen, nach der er eine Leidenschaft für Journalismus entwickelte.
Ab Oktober 1961 arbeitete Mellin zunächst für die Zeitung Burgdorfer Kreisblatt, wechselte jedoch schon im Folgejahr 1961 als Reporter für die in Hannover herausgegebene Tageszeitung Hannoversche Allgemeine Zeitung (HAZ). Seinen ersten großen Artikel dort veröffentlichte er am 16. Juli 1962 mit einem Bericht über das Lichterfest in Bodenwerder, den er mit eindrucksvollen eigenen Fotografien illustrierte.
Ab 1977 bis zu seinem Ruhestand gehörte Mellin dem Ressort Niedersachsen der HAZ an, teilte sich hierfür fast ein Viertel Jahrhundert ein Büro mit seinem Kollegen Klaus von der Brelie. Zu den unterschiedlichsten Anlässen veröffentlichte er eigene Artikel und ungezählte Fotografien.
Daneben engagierte sich Mellin langjährig uneigennützig für die Interessen seiner Berufskollegen im Deutschen Journalisten-Verband (DJV). Zudem war er Mitglied im Verein „Kollegenhilfe niedersächsischer Journalisten“, zu dessen Vorsitzendem er 1992 gewählt wurde – eine Aufgabe, die er bis zu seinem Tode wahrnahm.
Nach dem Rückzug in sein Privatleben ab 2005 fokussierte Mellin verstärkt auf die lokale Stadtgeschichte seiner Heimatstadt, publizierte seine Studien 2008 in der Reihe Zeitgeschichtliche Hefte der Stadt Burgdorf und noch im Sterbejahr 2009 in den Burgdorfer Döneken aus alter und neuer Zeit.
In seiner Rede anlässlich der posthum 2012 bis 2013 präsentierten Ausstellung „Jochen Mellin: Fotograf – Journalist - Mensch“ mit Werken des verstorbenen Fotojournalisten in der KulturWerkStadt des Ortes hob von der Brelie unter anderem Mellins „feines Gespür für die leisen Zwischentöne in der Sprachschöpfung sowie eine äußert präzise Beobachtungsgabe beim Ablichten eines Fotomotivs und Verfassen eines Textbeitrags“ hervor.

## Bildarchiv
Jochen Mellin hielt in einen Zeitraum von mehr als einem halben Jahrhundert die Menschen und ihr Leben in der Region Hannover fotografisch fest, insbesondere in Burgdorf. Nach seinem Tod gelangten rund 134.000 Kleinbild- und Mittelformat-Negative aus seinem Nachlass in das Archiv der Region Hannover.
Die Region Hannover ließ die Bilder digitalisieren und stellt sie seit dem 27. Juni 2017 in „Bildschirmqualität“ und – sofern möglich auch verschlagwortet – nach und nach der Öffentlichkeit über das Online-Bildportal der Region Hannover (siehe im Abschnitt Weblinks) zur Verfügung. Die meisten Fotos sind mit einer Creative Commons-Lizenz versehen und dürfen deshalb jeweils unter Angabe der Quelle, des Fotografen, des Titels und der Lizenz etwa in sozialen Medien weiterverwendet werden. Bei einem Großteil der Bilder von Jochen Mellin fehlen allerdings noch wichtige Informationen zum Ort, Anlass und Datum der Aufnahme sowie die Namen und Funktionen der abgebildeten Personen. Hier hofft das Bildarchiv auf die Mitwirkung von Einwohnern und Zeitzeugen: Daher können Interessierte in der Rubrik „Suchbilder“ Fotos mit noch nicht identifiziertem Inhalt sichten und über ein Textfeld entsprechende Hinweise an die Mitarbeiter des Archivs senden. Hierauf weist die Region Hannover in ihrem weit verbreitetem Regions-Journal 3/2017 – Beilage zur Hannoverschen Allgemeinen Zeitung vom 30. August 2017 – hin.

## Publikationen (Auswahl)
- Wilhelm Winkel: Geschichte der Stadt Neustadt am Rübenberge, unter Mitarbeit von Dietrich Bohnsack et al., mit Bildern von Adolf Köster und Jochen Mellin, Hrsg.: Kreisgruppe Neustadt d. Heimatbundes Niedersachsen und Stadt Neustadt a. Rbge.: Sicius, [1966]
- Alte Ruine wird wieder jung. Wiederaufbau der Dominikanerkirche in Osnabrück. Hannover, 1966
- Vom heimatlichen Stamme. Neue Strophe für das Lied der Niedersachsen, in: Hannoversche Allgemeine Zeitung, Ausgabe 253 vom 28. Oktober 1988, S. 23